# José Luis Rodríguez Zapatero

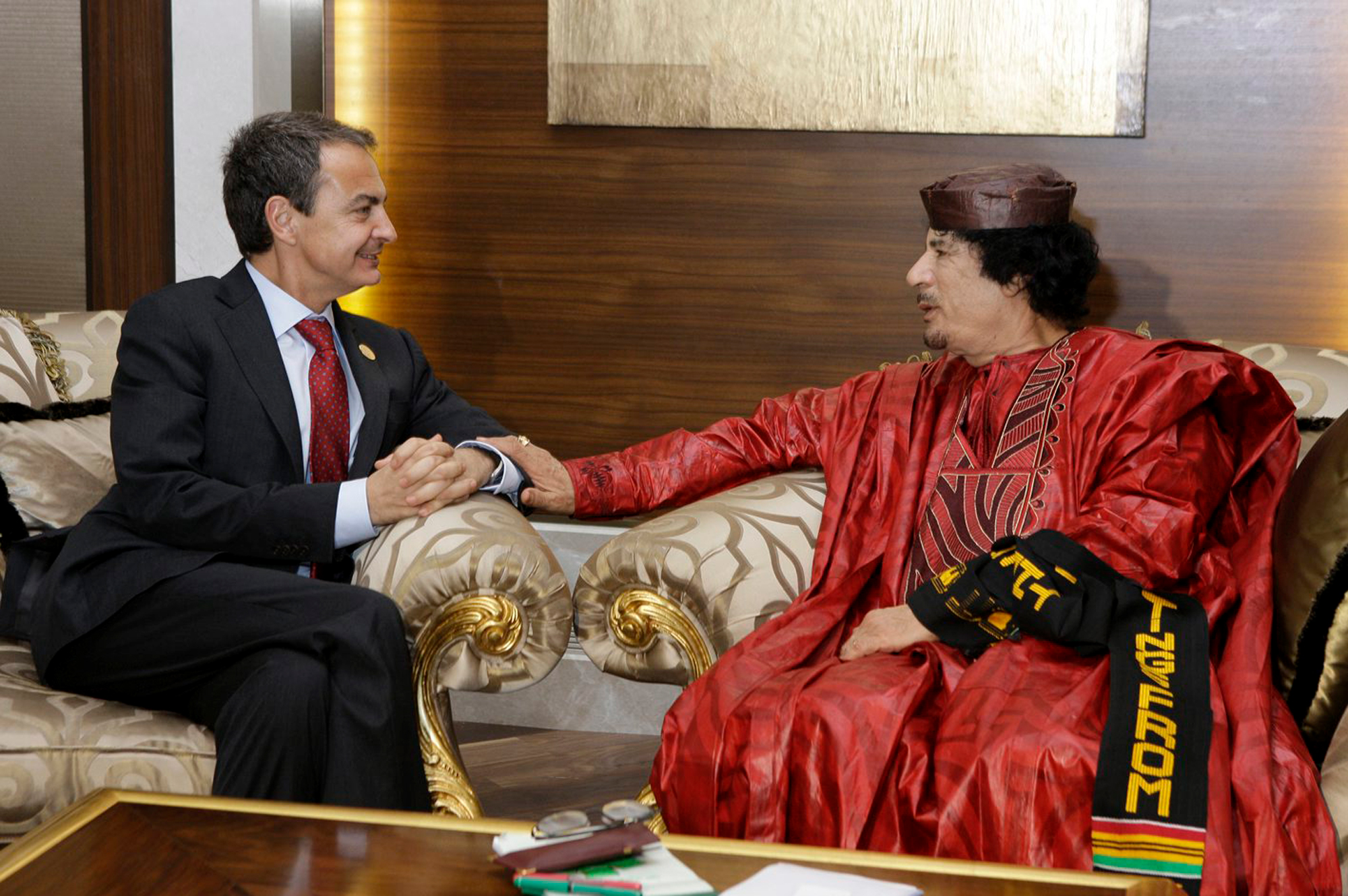
José Luis Zapatero i przywódca Libii Mu’ammar al-Kaddafi (2010)

José Luis Rodríguez Zapatero (wym. [xoˈse ˈlwiz roˈðɾiɣeθ θapaˈteɾo]ⓘ; ur. 4 sierpnia 1960 w Valladolid) – hiszpański polityk i prawnik, długoletni poseł do Kongresu Deputowanych, w latach 2000–2012 lider Hiszpańskiej Socjalistycznej Partii Robotniczej (PSOE), od 2004 do 2011 premier Hiszpanii.

## Życiorys
Urodził się w Valladolid jako syn prawnika Juana Rodrígueza García-Lozano i Purificación Zapatero Valero. Wychowywał się w Leónie. Jego dziadek od strony ojca, Juan Rodríguez Lozano, był kapitanem wojsk republikańskich w czasie hiszpańskiej wojny domowej; został zamordowany przez frankistów.
W 1982 ukończył studia prawnicze na Universidad de León, po których podjął pracę na macierzystej uczelni jako nauczyciel akademicki w dziedzinie prawa konstytucyjnego.
Od szesnastego roku życia zaangażowany w działalność socjalistów, formalnie do Hiszpańskiej Socjalistycznej Partii Robotniczej wstąpił w 1979. Od 1982 obejmował różne funkcje w partyjnych strukturach, została wówczas przewodniczącym socjalistycznej organizacji młodzieżowej w prowincji León.
W 1986 po raz pierwszy uzyskał mandat posła do Kongresu Deputowanych III kadencji. Do niższej izby Kortezów Generalnych był następnie wybierany w wyborach w 1989, 1993, 1996, 2000, 2004 i 2008. Awansował jednocześnie w strukturze partyjnej, obejmując w 1988 przywództwo w PSOE w prowincji León. W 1997 dołączył do federalnego komitetu wykonawczego partii.
22 lipca 2000, po drugiej z rzędu porażce wyborczej socjalistów i rezygnacji złożonej przez Joaquína Almunię, został wybrany na nowego sekretarza generalnego Hiszpańskiej Socjalistycznej Partii Robotniczej. Otrzymał poparcie 414 z 993 delegatów, pokonując m.in. swojego głównego konkurenta José Bono Martíneza. 27 października 2002 podczas masowego wiecu ogłoszono go kandydatem PSOE na premiera po wyborach w 2004. Kampanię wyborczą kierowani przez niego socjaliści prowadzili m.in. pod hasłem wyprowadzenia hiszpańskich sił z Iraku. Socjaliści zwyciężyli w tych wyborach, uzyskując 164 mandaty w 350-osobowym Kongresie Deputowanych. Za główną przyczynę ich zwycięstwa uznano zamachy terrorystyczne w Madrycie, które miały miejsce na trzy dni przed głosowaniem.
16 kwietnia 2004 niższa izba Kortezów Generalnych wybrała go na urząd premiera głosami posłów PSOE oraz 19 deputowanych ugrupowań komunistycznych i regionalnych. Następnego dnia został zaprzysiężony przez hiszpańskiego króla. Jedną z pierwszych decyzji ogłoszonych przez José Luisa Zapatero było wycofanie hiszpańskiego kontyngentu z Iraku. Jego rząd doprowadził też do uchwalenia przepisów umożliwiających zawieranie małżeństwa przez osoby tej samej płci. Był również inicjatorem Sojuszu Cywilizacji ONZ (UNAOC), nowego programu Organizacji Narodów Zjednoczonych przeciwko ekstremizmowi.
Prowadzeni przez niego socjaliści wygrali także wybory parlamentarne w 2008 z wynikiem 169 mandatów. José Luis Zapatero nie uzyskał reelekcji w pierwszym głosowaniu w Kongresie Deputowanych, w którym wymagana była większość bezwzględna. Został jednak ponownie wybrany na premiera w drugim głosowaniu z 11 kwietnia 2008, w którym obowiązywała zwykła większość, a 23 przedstawicieli partii komunistycznych i regionalnych wstrzymało się od głosu. Jego drugi rząd rozpoczął urzędowanie 14 kwietnia tegoż roku. Zajął się m.in. reformą uprawnień wspólnot autonomicznych i wprowadzeniem ograniczeń dla palaczy. W czasie jego funkcjonowania Hiszpanię dotknęły skutki ogólnoświatowego kryzysu finansowego, a socjaliści zaczęli tracić poparcie. Przeprowadzona w 2010 reforma prawa pracy skutkowała strajkiem generalnym. W październiku tegoż roku José Luis Zapatero dokonał rekonstrukcji swojego gabinetu.
W kwietniu 2011 ogłosił, że nie będzie ubiegał się o ponowny wybór na premiera. W maju 2011 kierownictwo PSOE wskazało Alfreda Péreza Rubalcabę jako kandydata na nowego lidera partii, który miał ją poprowadzić do kolejnych wyborów w 2012. Kryzys finansowy doprowadził ostatecznie do wyborów przedterminowych jeszcze w tym samym roku, które socjaliści przegrali, uzyskując najgorszy wynik od czasu demokratyzacji. José Luis Zapatero nie ubiegał się o mandat poselski, 21 grudnia 2011 na stanowisku premiera zastąpił go lider ludowców Mariano Rajoy. Partią formalnie zarządzał do 4 lutego 2012, kiedy to nowym sekretarzem generalnym został Alfredo Pérez Rubalcaba.
W 2012 dołączył do Rady Stanu, rządowego organu doradczego.
Odznaczony Łańcuchem Orderu Izabeli Katolickiej (2011).

## Życie prywatne
27 stycznia 1990 ożenił się z Sonsolesą Espinosą Díaz, z którą ma dwie córki: Laurę (ur. 1993) i Albę (1995). Jest kibicem katalońskiego klubu piłkarskiego FC Barcelona.